# Styrty
Styrty (ukr. Стирти) – wieś na Ukrainie, w obwodzie żytomierskim, w rejonie żytomierskim, w hromadzie Czerniachów. W 2001 liczyła 391 mieszkańców.